# Drahtrohr

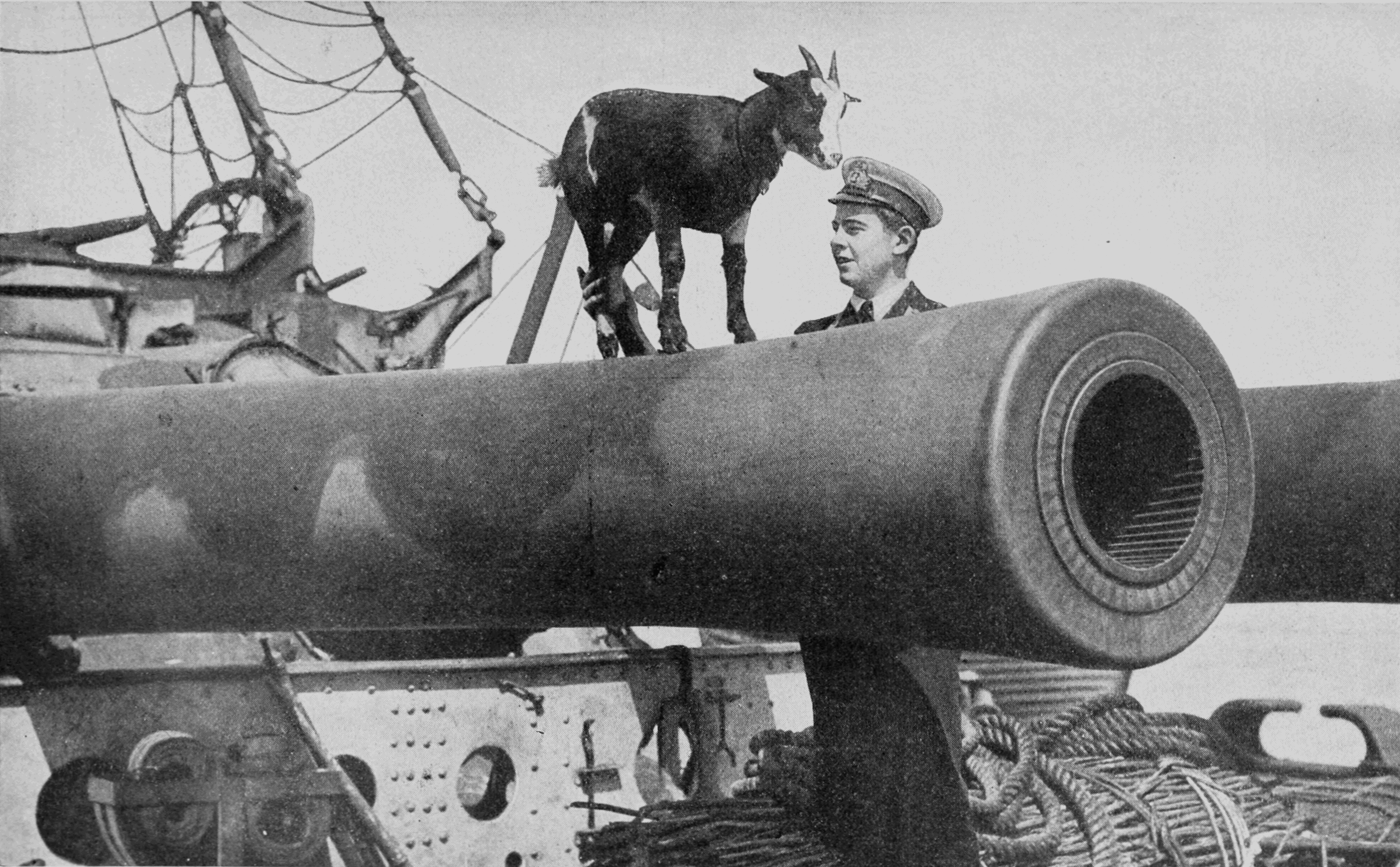
BL 12 inch Mk VIII naval gun, eine Drahtkanone auf der Canopus

Ein Drahtrohr ist eine Bauart eines Geschützrohres oder auch Waffenrohrs, wobei das Rohr mit Stahldrähten umwickelt ist. Waffen mit diesem Typ Rohr werden als Drahtrohrkanonen oder als Drahtgeschütze bezeichnet. Zur Modernisierung der Artillerie mit leichteren und leistungsfähigeren Geschützen waren in der zweiten Hälfte des 19. Jahrhunderts neue Konstruktionen gefragt. Das Drahtrohr war, als Variante des Mehrlagenrohrs, eine dieser Entwicklungen.

## Geschichte

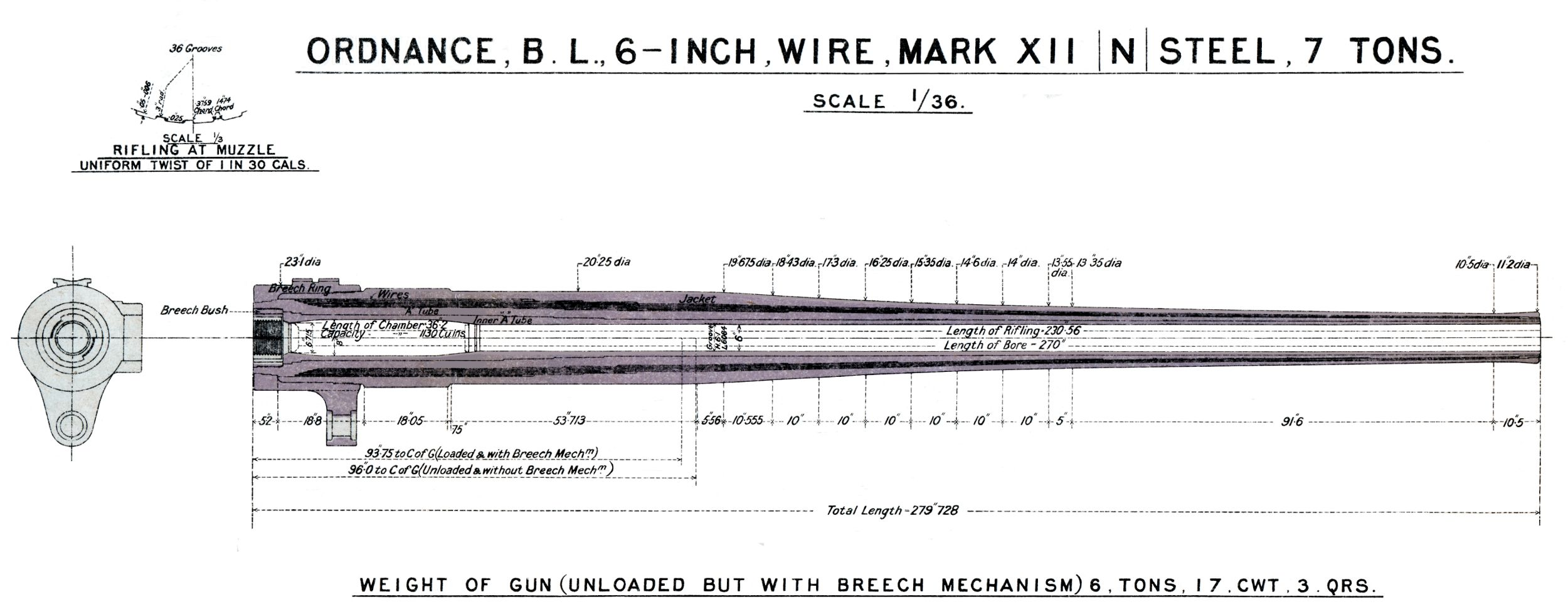
Schnittzeichnung der Drahtkanone BL 6-Inch-Schiffsgeschütz Mk XII Gewicht: 6.998 kg

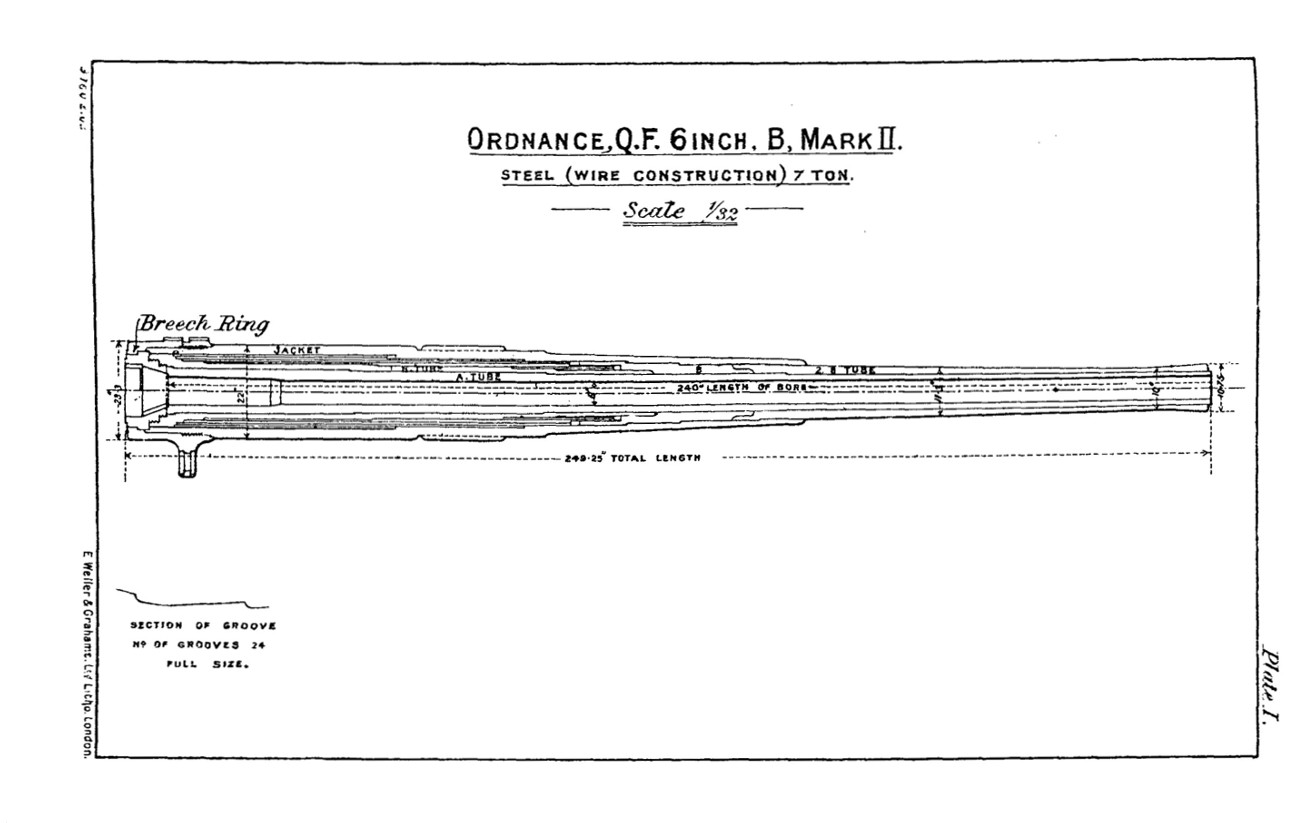
Schnittzeichnung der Drahtkanone QF 6 inch /40 naval gun Gewicht: 6.600 kg

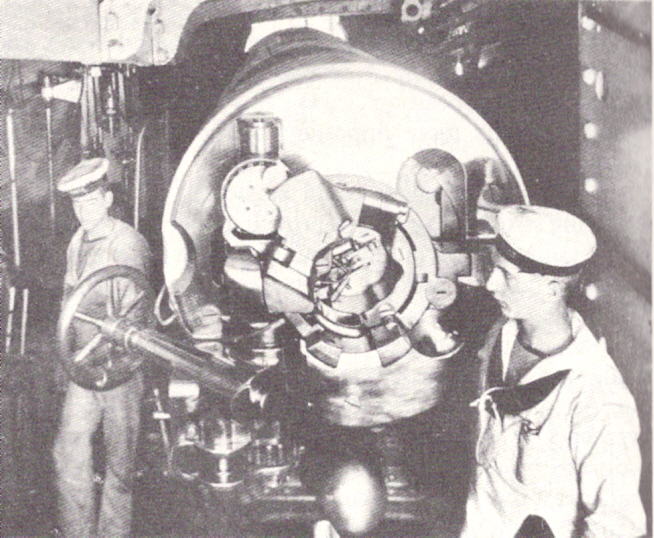
BL 12 inch Mk VIII naval gun, eine Drahtkanone auf der Caesar

Konstruktiv gehen Drahtrohre auf frühe Stabringgeschütze wie Mons Meg oder Pumhart von Steyr und auf die späteren Ringrohre aka Mehrlagenrohre zurück. Merkmal dieser Geschütze waren Ringe, die den Lauf umschlossen. James Atkinson Longridge entwarf um 1855 Verstärkungen für Waffenrohre, die aus Stahlprofildrähten bestanden. Bei der Konstruktion wurden zunächst das Innenrohr spiralförmig unter einem definierten Zug umwickelt und dann das Ganze mit einem Außenrohr geschützt und weiter verstärkt. Die Lagen aus Draht brachten durch ihren Wickelzug einen Kompressionsdruck auf das Innenrohr auf, der dem Expansionsdruck der Pulvergase entgegenwirkte. Die Zugfestigkeit der Drähte für die Wicklungen lag wesentlich über der Festigkeit des Materials, aus dem normale Waffenrohre jener Zeit gefertigt werden konnten. Dadurch wurden erhebliche Gewichtseinsparungen möglich. Der Entwurf wurde 1855 vom Ordnance Select Committee in Woolwich geprüft und zurückgewiesen. Dennoch wurde Longridge 1856 gewähltes Mitglied der Institution of Mechanical Engineers. 1860 erhielt die Entwicklung der Drahtrohren in Großbritannien breitere Aufmerksamkeit mit einer detaillierten Diskussion, an der auch Whitworth und Armstrong teilnahmen. Ab 1893 wurden sowohl von Armstrong über die Elswick Ordnance Company als auch von der Firma Royal Arsenal in Woolwich Schiffsgeschütze nach dem Drahtsystem gefertigt. Nachfolgend wurden von 1884 bis etwa 1901 bedeutende britische Kriegsschiffe mit rund 75 Kanonen dieses Typs ausgerüstet. Bei allen diesen Geschützen mit den Kalibern: 15,2-cm L/50; 23,4 cm; 30,5-cm L/35, L/40, L/50 gab es technische Schwierigkeiten, was zum Austausch der Geschütze führte. Um 1904 wurden grundsätzliche Probleme mit Rohrkrepierern in englischen Drahtkanonen bei der Kaiserlich Japanischen Marine bekannt. Zu sieben von sechzehn Geschützen der Kriegsschiffe Mikasa, Asahi, Shikishima und Fuji wurde über Rohrkrepierer in der Seeschlacht im Gelben Meer am 10. August 1904 berichtet. In der Folgezeit wurde auch in Deutschland intensiv zu konstruktiven Problemen der Drahtrohre geforscht und diskutiert.